# Forrest-River-Massaker
Das Forrest-River-Massaker an den Boondong-Aborigines ereignete sich im Mai 1926, nachdem der Siedler Fred Hay im Kimberley in Western Australia mit einem Speer getötet worden war. Die polizeiliche Ermittlung, die folgte, führte zu Anklagen gegen die am Massaker Beteiligten, denen eine Untersuchung der Royal Commission folgte.

## Ereignisse und Ermittlungen
Die Polizeipatrouille, die von den Konstablern Steph Stewart und Denis Regan geführt wurde, verließ Wyndham am 1. Juni, um den mutmaßlichen Mörder Fred Hay, Lumbia, einen Aborigine, zu jagen. In der ersten Juli-Woche wurde der Beschuldigte nach Wyndham gebracht. In den folgenden Monaten gab es Gerüchte über ein Massaker, das die Polizei verübt haben sollte. Pastor Ernest Gribble von der Forrest-River-Mission (später Oombulgurri) mutmaßte, dass 30 Aborigines durch die Polizeipatrouille ermordet wurden. Eine Royal Commission (Königliche Kommission), geleitet von G. T. Wood, wurde ausgesandt, um überprüfbare Daten über den Tathergang zu erhalten; und um die Vorhaltungen von Gribble zu überprüfen. Die Kommission kam zu dem Ergebnis, dass die Polizeipatrouille elf Aborigines an drei Stellen in der Nähe der Forrest-River-Mission getötet habe. Ihre Körper seien verbrannt worden. Im Mai 1927 wurden zwei Polizeioffiziere, Konstabler Sergeant Jack und Regan, angeklagt, Mörder eines der Boondong-Aborigines zu sein. Jedoch gab nach der ersten Vernehmung der richterliche Beamte Kidson an, dass es keinen sicheren Beweis für eine Anklageerhebung gebe.
Nachträgliche Angriffe auf die Glaubwürdigkeit von Gribble führten dazu, dass er die Region verließ.

## Spätere Publikationen
Dr. Neville Green, der das Massaker 1995 untersuchte, stellte es als den Kulminationspunkt der jahrelangen Gewalt zwischen Polizei und Siedlern gegen die Aborigines in den Kimberleys und nicht als Ausreißer, sondern als Teil einer Kultur über Dekaden der Gewalt dar. Im Januar 1968 hatte Green den Bruder Charles von Leopold Overheu mit einem Tonbandgerät interviewt:

They all got together up there and there was a bloody massacre because I think they shot about three hundred natives all in one hit and there was a hell of a row over it. It was all published in the papers and somebody let the cat out of the bag and anyhow the government and the judges in those times they realised what the trouble was and the whole thing was hushed up you see.

„Sie wurden alle zusammengetrieben und es war ein blutiges Massaker, und ich meine, sie erschossen über dreihundert Aborigines auf einmal und es war ein Höllenlärm. Dies wurde alles in Zeitungen veröffentlicht und einige ließen die Katze aus dem Sack; wie auch immer, weder die Regierung noch die Richter jener Zeit begriffen das Problem und die ganze Angelegenheit wurde vertuscht.“

Im Jahre 1999 publizierte der Journalist Rod Moran ein Buch Massacre Myth, in dem er darlegte, dass die Glaubwürdigkeit der Massaker zweifelhaft sei und die Massaker eine Gedankenkonstruktion von Gribble seien. Das Argument von Moran war, dass weder Augenzeugen noch Überlebende jemals aufgefunden wurden. Gribble hätte eine Geschichte falscher Anschuldigungen aufgrund von Misshandlungen an Aborigines wiedergegeben und hätte gewusst, dass es sich um eine Geschichte, die aus seelischer Krankheit entstand, gehandelt hätte. Die beweissuchende Kommission fand keine Gräber, lediglich eine große Anzahl von Knochen an den angeblichen Orten der Massaker. Die Knochen, die gefunden wurden, waren zertrümmert und konnten nach den damaligen forensischen Untersuchungsmethoden weder Menschen noch Tieren eindeutig zugeordnet werden. Die Knochen, die genügend intakt waren, wurden allesamt als Tierknochen identifiziert. Keine Knochen, die von angeblichen Massakerorten stammte, konnten positiv als menschlich identifiziert werden. Für die Aborigines, die Gribble als vermisst gemeldet hatte, belegte Moran, dass sie nicht bei einem Massaker ermordet wurden und weder in Berichten der Mission noch der Polizei als vermisst gemeldet wurden. Eine Frau war noch vor dem Mord an Hay durch ihren Ehemann ermordet worden, und ein weiterer Fall wurde zweimal genannt. Die Darlegungen im Buch von Moran sind umstritten.

### Primärliteratur
- Police file Acc 430, 5374/1926 at the WA State Records Office.
- Report of Commissioner G.T. Wood, "Inquiry into alleged killing and burning of bodies of Aborigines in East Kimberley and into police methods when effecting arrests", WA Votes and Proceedings 1927, Paper No. 3

### Sekundärliteratur
- Auty, Kate. (2004) Patrick Bernard O'Leary and the Forrest River Massacre, Western Australia : examining 'Wodjil' and the significance of 8 June 1926. S. 112–125, Aboriginal history, Vol. 28 (2004)
- B. Fitzgerald (1984) "Blood on the saddle" – the Forrest River massacres, 1926. S. 16–25, Studies in Western Australian History, Dec. 1984
- Moran, Rod. (2002) Sex, maiming and murder : seven case studies into the reliability of Reverend E.R.B. Gribble, Superintendent, Forrest River Mission 1913–1928, as a witness to the truth Bassendean, W.A. Access Press. ISBN 0-86445-157-1.
- Green, Neville (1995) The Forrest River massacres Fremantle, W.A. Fremantle Arts Centre Press ISBN 1-86368-109-4.